# Monument à saint Vladimir
Le monument à saint Vladimir (en ukrainien : Пам'ятник Володимиру Великому) est un monument consacré au grand-prince de la Rus' de Kiev Vladimir Ier à Kiev.
Construit en 1853 sur la colline Saint Vladimir (en) sur les rives du Dniepr, c'est l'un des symboles de la ville.
Il est inscrit sur le Registre national des monuments d'Ukraine sous le numéro : 80-391-0196.

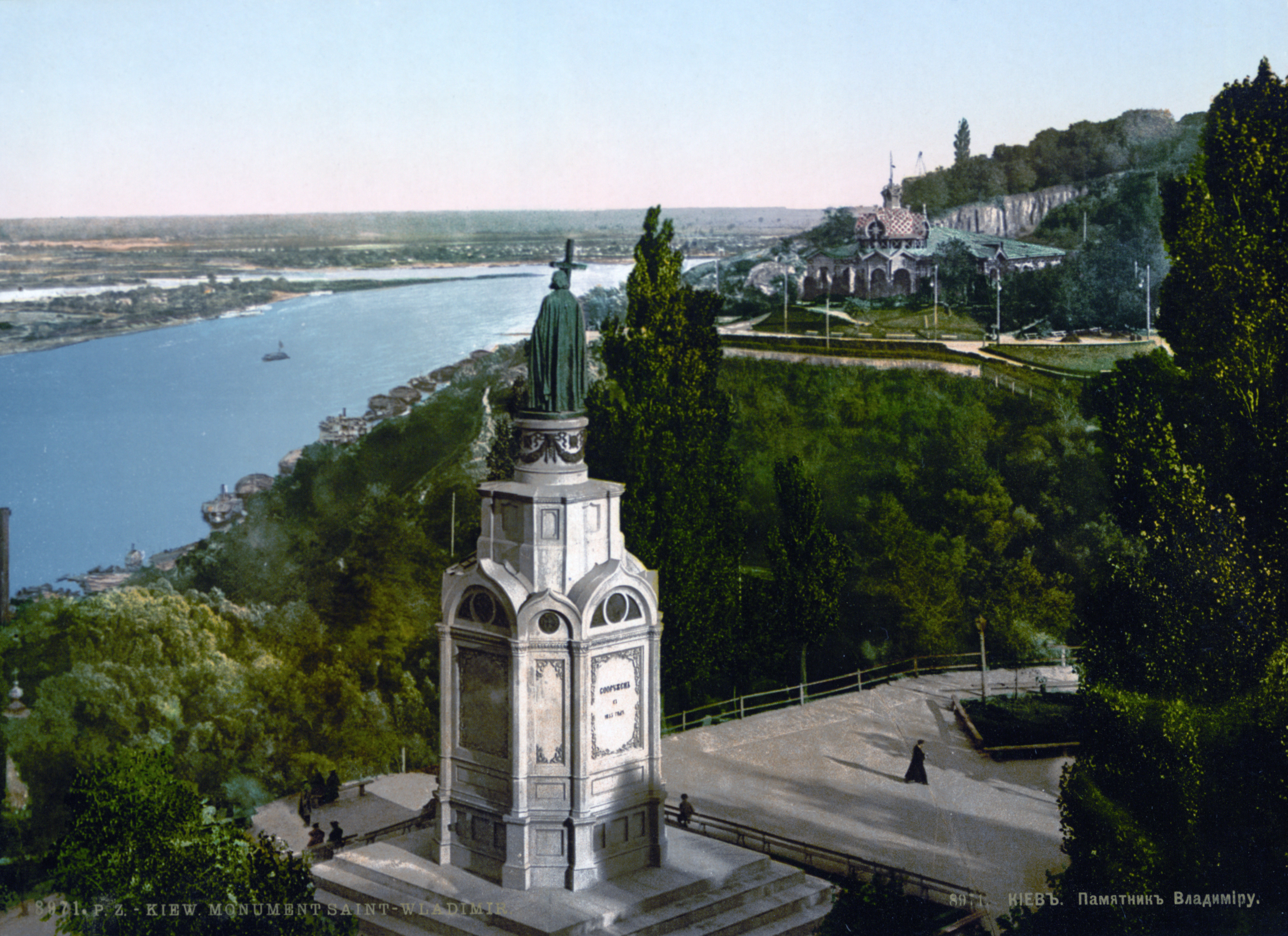
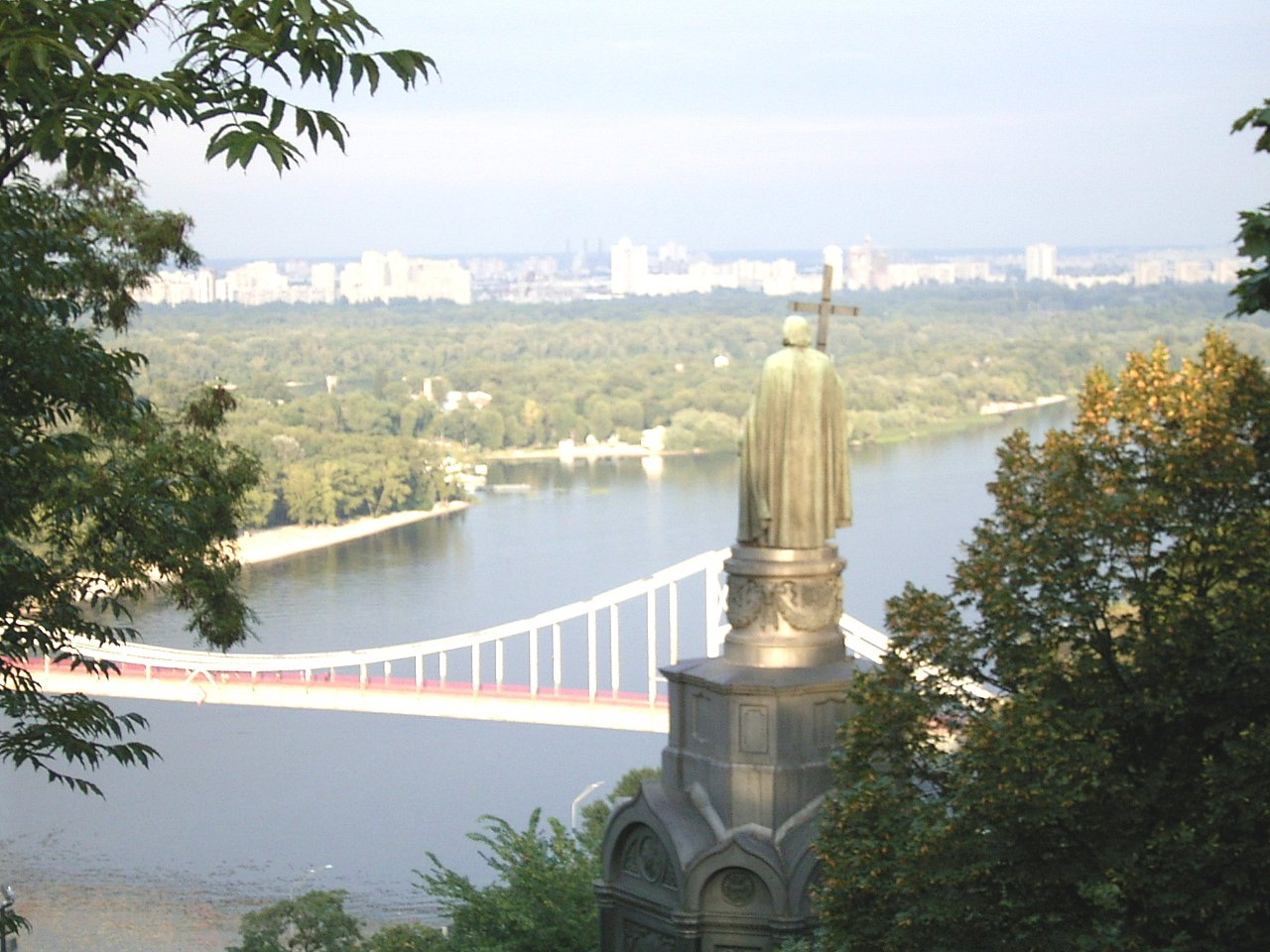
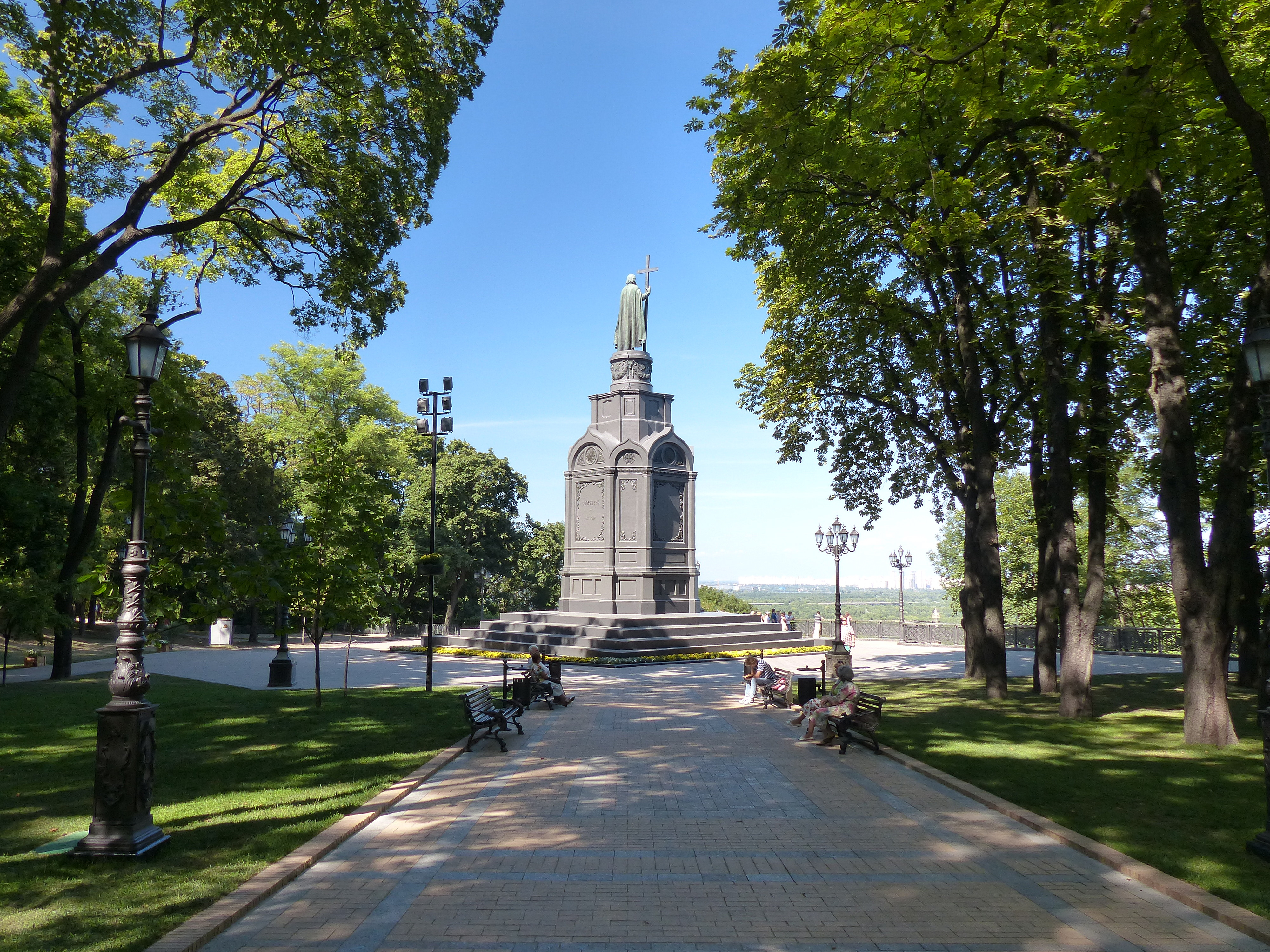
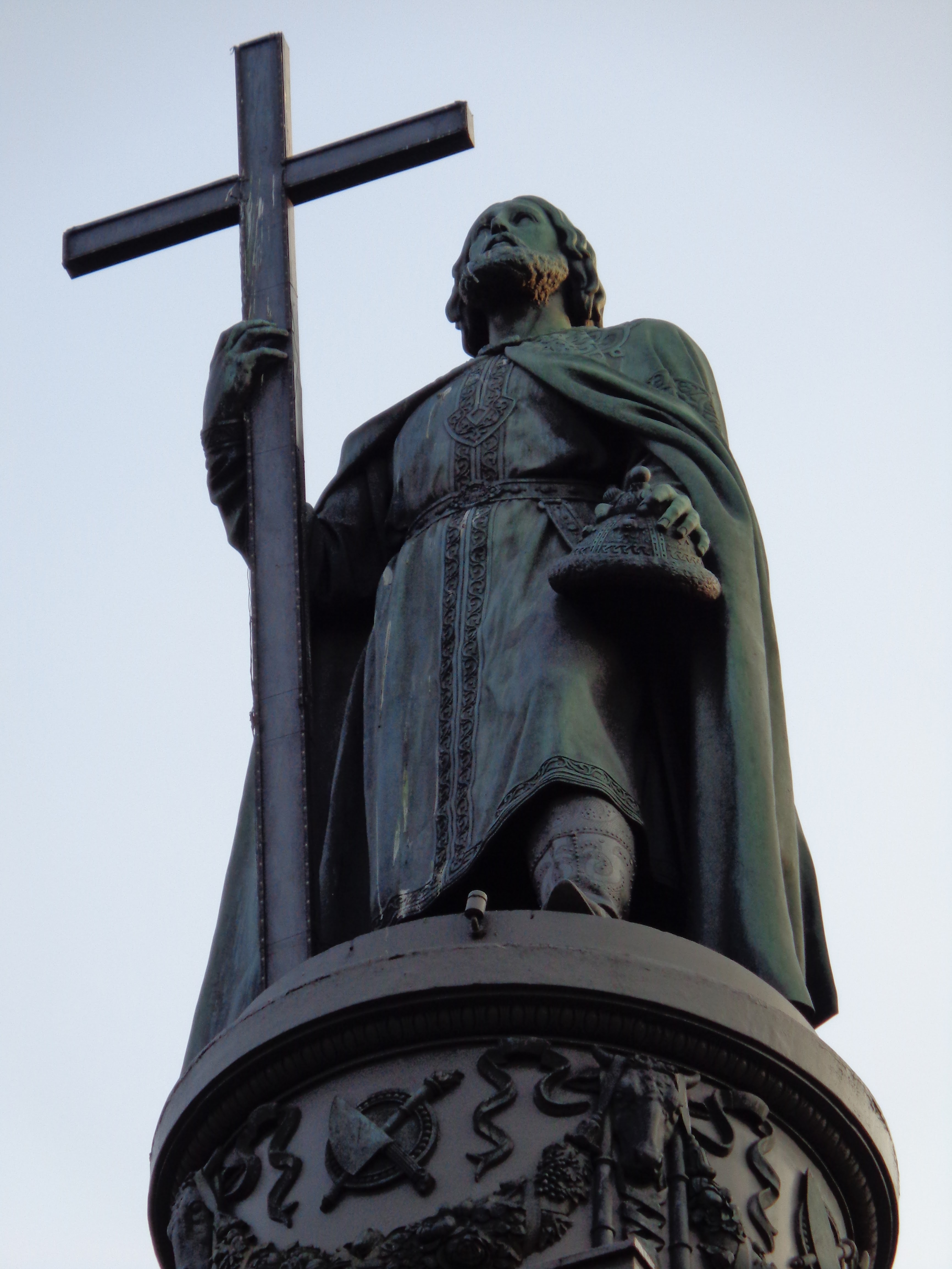
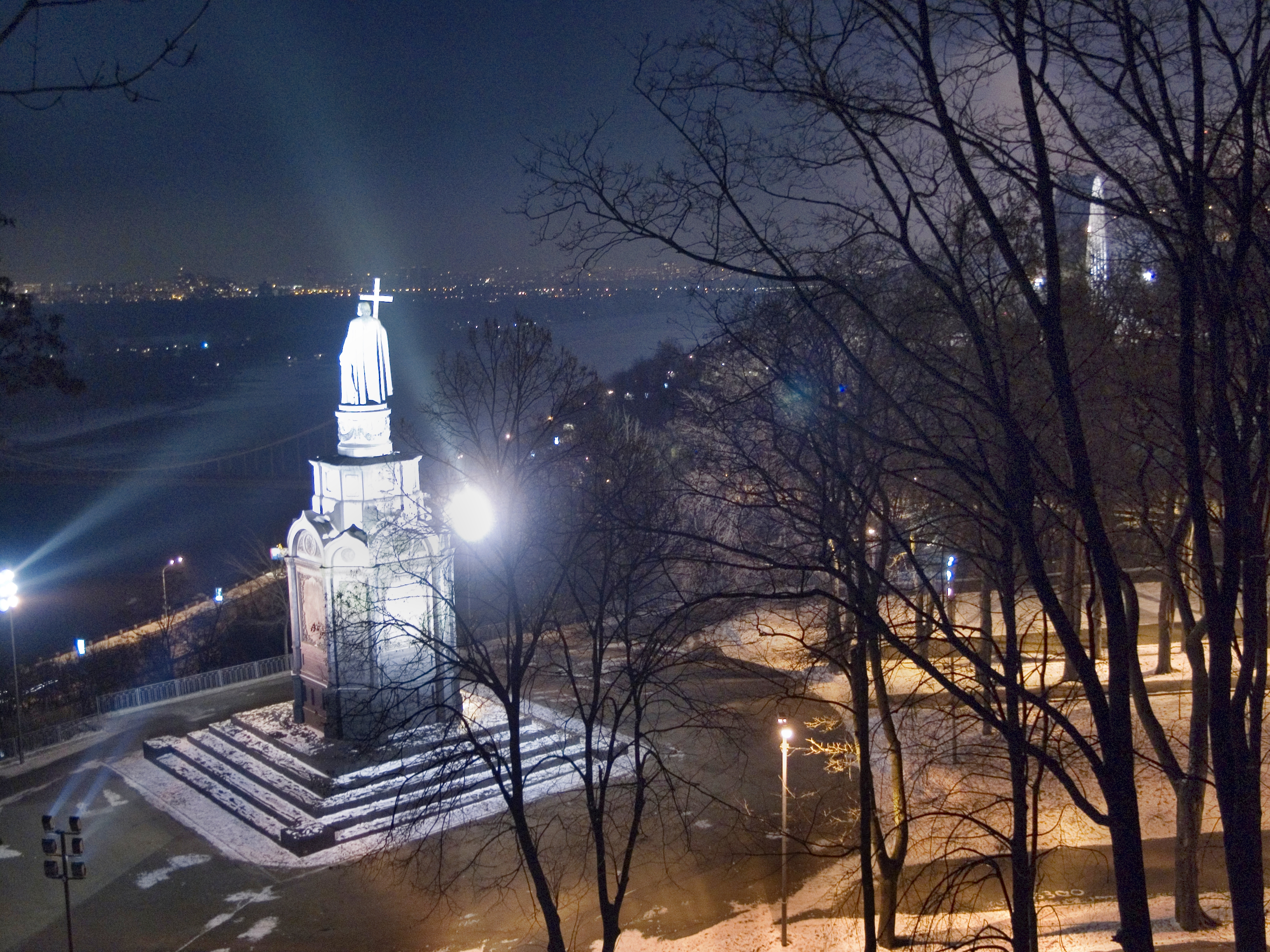
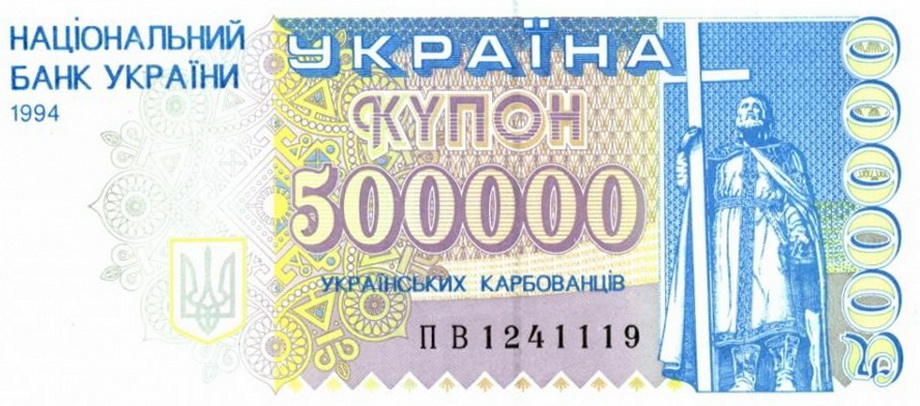
Sur un timbre postal.
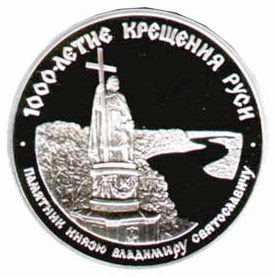
Sur une pièce de monnaie.
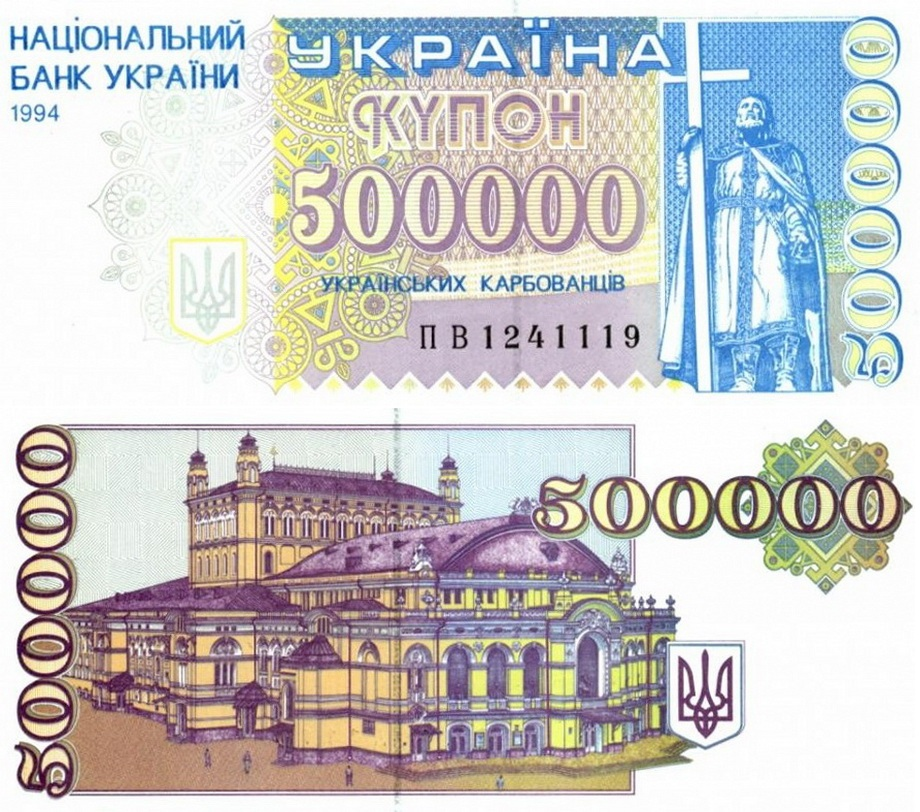
Sur un billet de banque.
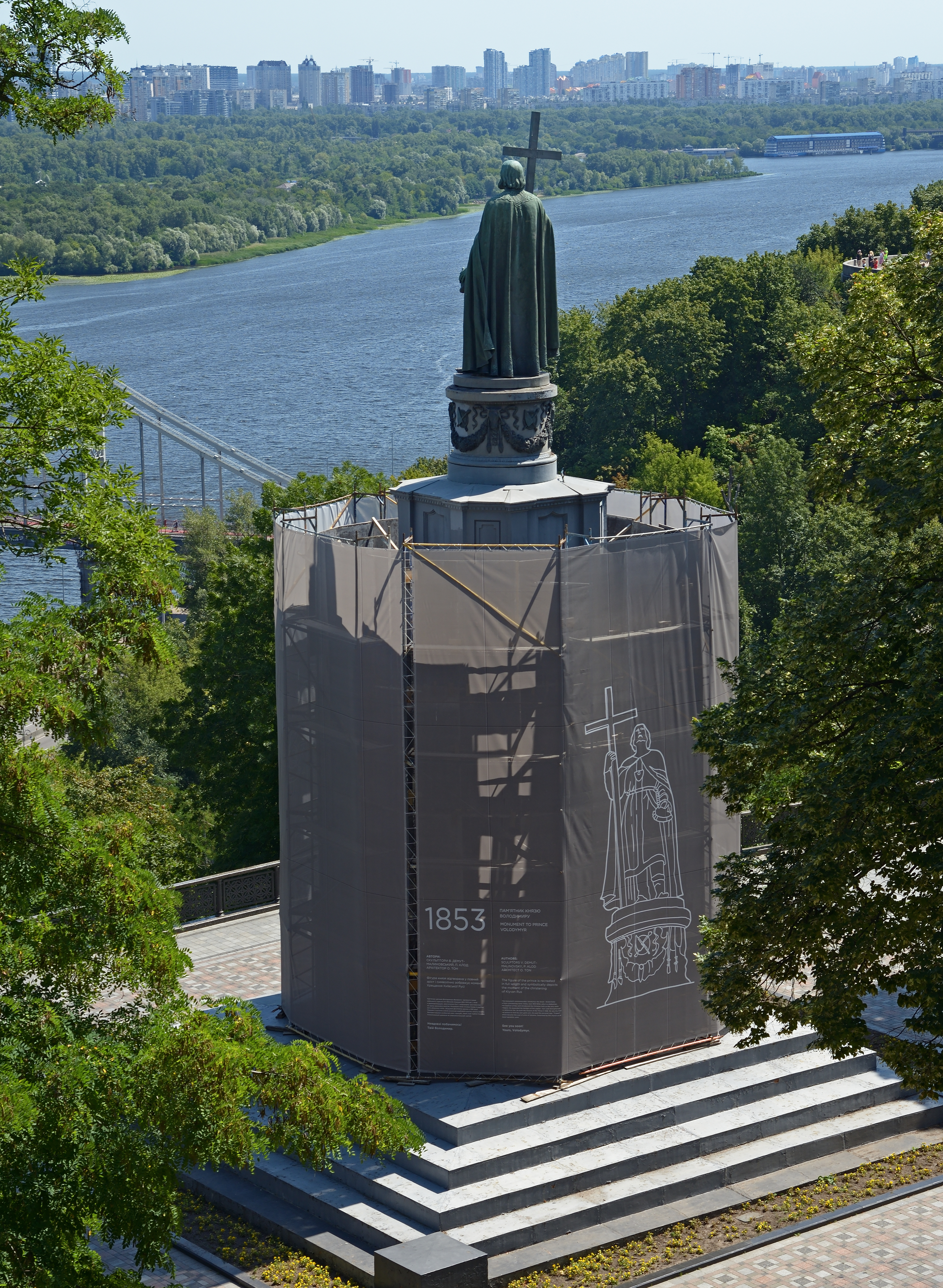
Monument protégé des bombardements russes. Juillet 2022.